# Lehr
Lehr è un centro abitato (city) degli Stati Uniti d'America, situato fra Contea di McIntosh e la Contea di Logan, nello Stato del Dakota del Nord. Nel censimento del 2000 la popolazione era di 114 abitanti. La città è stata fondata nel 1898.

## Geografia fisica
Secondo i rilevamenti dell'United States Census Bureau, la località di Lehr si estende su una superficie di 0,50 km², tutti occupati da terre.

## Popolazione
Secondo il censimento del 2000, a Lehr vivevano 114 persone, ed erano presenti 36 gruppi familiari. La densità di popolazione era di 245 ab./km². Nel territorio comunale si trovavano 98 unità edificate. Per quanto riguarda la composizione etnica degli abitanti, il 99,12% era bianco, lo 0,88% era nativo.
Per quanto riguarda la suddivisione della popolazione in fasce d'età, il 6,1% era al di sotto dei 18, il 5,3% fra i 18 e i 24, il 16,7% fra i 25 e i 44, il 27,2% fra i 45 e i 64, mentre infine il 44,7% era al di sopra dei 65 anni di età. L'età media della popolazione era di 63 anni. Per ogni 100 donne residenti vivevano 90,0 maschi.